# Monte Yake
Il monte Yake (焼岳?, Yake-dake, lett. "montagna che brucia") è un vulcano attivo nei monti Hida, che giace tra Matsumoto, nella prefettura di Nagano e Takayama, nella prefettura di Gifu, in Giappone. Fa parte della lista delle cento montagne famose del Giappone, compilata dall'alpinista nipponico Kyūya Fukada. La vetta raggiunge i 2.455 m sul livello del mare.

## Geografia
Il monte Yake è il più attivo di tutti i vulcani delle Alpi giapponesi settentrionali. Le sue due vette principali sono le cime del nord e del sud, ma i visitatori possono salire solo al picco settentrionale, poiché il picco meridionale è attualmente un'area riservata. Tra le due cime è presente un lago craterico.
Poiché la lava che scorre dal monte Yake ha un'alta viscosità, essa è facilmente in grado di formare una cupola.
Il calore del vulcano produce molti onsen nella zona circostante.

## Eruzioni
Nel 1911 furono registrate 22 eruzioni minori. Una forte eruzione vulcanica si ebbe nel 1915, durante il periodo Taishō; durante tale evento, il flusso di lava bloccò il fiume Azusa, dando origine ad un lago oggi noto col nome di lago Taishō.
Nel 1962, ci fu un'eruzione che uccise due persone che stavano in una piccola capanna vicino all'imboccatura del vulcano.
Nel 1995, fu costruito un tunnel sul lato della montagna di Nagano, attraverso il monte Akandana, che si pensava fosse parte del monte Yake. Alle 14:25 dell'11 febbraio, i lavoratori hanno incontrato gas vulcanici, che sono stati rapidamente seguiti da un'eruzione freatica sul monte Yake, portando alla morte di quattro persone. Le esplorazioni successive hanno mostrato che il monte Akandana è un vulcano indipendente.
È presente una fumarola attiva vicino al picco della montagna.